# Utylitaryzm Pigou
Utylitaryzm Pigou odnosi się do wkładu brytyjskiego ekonomisty Arthura Pigou w myśl klasycznego utylitaryzmu
Pigou uznał całkowity dobrobyt społeczeństwa za sumę użyteczności członków społeczeństwa. Przyjął przy tym, że użyteczności te mają charakter addytywny i są porównywalne. Całkowity dobrobyt będzie miał zatem postać funkcji: {\displaystyle W=\sum \limits _{i=1}^{n}U_{i}(x),} gdzie n jest liczbą jednostek w społeczności, a x wszystkie cechy świata, mogące decydować o szczęściu jednostki.
Pigou w swoich badaniach skupił się jedynie na dobrobycie ekonomicznym, czyli wynikającym ze źródeł mierzalnych w pieniądzu.

## Założenia i wnioski
Jeżeli spełnione są następujące założenia:
- nieekonomiczne czynniki dobrobytu są pomijane,
- wskaźnikiem dobrobytu ekonomicznego jest suma konsumpcji i oszczędności w społeczeństwie w danym okresie,
- funkcja użyteczności jest funkcją rosnącą dla każdej jednostki, względnie podobną u każdego człowieka,
- druga pochodna funkcji użyteczności jest zawsze ujemna (funkcja rośnie coraz wolniej).

to przy stałym rozkładzie dochodów dobrobyt ekonomiczny rośnie wraz ze wzrostem dochodów jednostek w społeczności. Jeśli rozkład dochodów jest zmienny, nie ma pewności czy wzrost dochodu zwiększy dobrobyt ekonomiczny. Jest to bezpośredni skutek 4. założenia- czyli malejącej krańcowej użyteczności. Oznacza ona, że człowiek bogaty mniej cieszy się z każdej kolejnej jednostki pieniądza, niż człowiek biedny. Rozpatrzmy sytuacje, gdy społeczeństwo bogaci się, przy czym bogaci stają się jeszcze bogatsi, a biedni biedniejsi. Nawet, jeżeli saldo zmian dochodów bogatych i biednych będzie dodatnie, nie wiemy jak zachowa się dobrobyt ekonomiczny (strata użyteczności biednych może okazać się większa niż zwiększenie użyteczności bogatych). Analogiczną sytuacje mamy dla zubożenia społeczeństwa, przy zwiększeniu dochodów biednych i bardziej znaczącym zmniejszeniu dochodów bogatych – zysk użyteczności biednych może być wyższy niż strata użyteczności bogatych. Takie przemyślenia mają sens tylko, gdy przyjmiemy podstawowe założenie Pigou, o porównywalności użyteczności. Mocnym stwierdzeniem wynikającym z powyższego rozumowania jest, przy zachowaniu takiego samego dochodu społeczeństwa, zasadność zabierania części dochodów bogatszym i dawanie ich biedniejszym, gdyż prowadzi to do zwiększenia dobrobytu ekonomicznego.
Podsumowując, z rozumowania Pigou wynikają dwa następujące twierdzenia:
- dobrobyt ekonomiczny wzrasta, jeśli wielkość dochodu narodowego wzrasta bez zmian podziału dochodu (warunek efektywności),
- dobrobyt ekonomiczny wzrasta, jeśli przy stałym dochodzie narodowym społeczność staje się mniej spolaryzowana na gruncie majątkowym.